# Urszula Demkow
Urszula Anna Demkow (ur. 8 sierpnia 1962 roku w Bielsku-Białej) – polska lekarka, profesor zwyczajna i nadzwyczajna nauk medycznych, od 2024 roku podsekretarz stanu w Ministerstwie Zdrowia.

## Życiorys

### Wykształcenie i dorobek naukowy
W 1987 roku ukończyła medycynę na Wydziale Lekarskim Akademii Medycznej w Warszawie. W 1992 roku ukończyła specjalizację I stopnia w dziedzinie chorób wewnętrznych. W 1993 roku uzyskała stopień doktora nauk medycznych na podstawie pracy zatytułowanej Wpływ leków stosowanych w chemioprofilaktyce gruźlicy na wybrane parametry układu odpornościowego w  badaniach in vitro i in vivo. W 1995 roku ukończyła II stopień specjalizacji w internie, a w 1998 roku uzyskała specjalizację z alergologii. W 2004 roku habilitowała się na podstawie rozprawy Odpowiedź humoralna na antygeny prątka w różnych postaciach gruźlicy i jej wartość diagnostyczna, w tym samym roku uzyskała II stopień specjalizacji w diagnostyce laboratoryjnej. W 2006 roku ukończyła specjalizację w immunologii laboratoryjnej. Ukończyła także studia podyplomowe z zakresu zarządzania w ochronie zdrowia na Uniwersytecie Warszawskim.
22 listopada 2010 roku odebrała z rąk Prezydenta RP Bronisława Komorowskiego nominację profesorską. Od 2020 do 2022 była kierowniczką Uniwersyteckiego Centrum Medycyny Laboratoryjnej. Została pełnomocniczką Rektora Warszawskiego Uniwersytetu Medycznego ds. równości.
Została członkinią Polskiego Towarzystwa Immunologii Doświadczalnej i Klinicznej oraz prezeską Stowarzyszenia Kolegium Medycyny Laboratoryjnej w Polsce. Dołączyła także do Polskiej Akademii Nauk. Została zastępczynią redaktora naczelnego Pneumonologii i Alergologii Polskiej, a także członkinią Rad Redakcyjnych czasopism Journal of Pediatric Pulmonology and related research, Central European Journal of Immunology oraz Journal of Pediatric Biochemistry.

### Praca zawodowa
Od 1988 do 1990 pracowała jako młodsza asystentka w Instytucie Kardiologii w Aninie. Od 1991 pracowała w Instytucie Gruźlicy i Chorób Płuc w Warszawie. W 2000 roku odbywała staż w Klinice Chorób Płuc Uniwersytetu Antwerpskiego, a od 2001 roku pracowała w laboratorium firmy Euroimmun Lubeka w Niemczech. W 2005 roku podjęła pracę na Warszawskim Uniwersytecie Medycznym. W 2007 roku była profesorem wizytującym w ramach programu Sokrates-Erasmus na Wydziale Lekarskim uniwersytetu w Neapolu. W 2010 roku została kierowniczką Zakładu Diagnostyki Laboratoryjnej Immunologii Klinicznej Wieku Rozwojowego WUM. Została ekspertką Komisji Europejskiej do spraw oceny projektów finansowanych przez Unię Europejską w ramach 7. Programu Ramowego.

### Działalność polityczna
Została szefową zespołu medycznego Polski 2050. 15 grudnia 2023 roku minister Izabela Leszczyna zawnioskowała o powołanie Demkow na funkcję wiceministra zdrowia. 4 stycznia 2024 roku premier Donald Tusk powołał ją na stanowisko podsekretarza stanu w Ministerstwie Zdrowia.

### Kontrowersyjne słowa
Wypowiedź wiceminister zdrowia Urszuli Demkow na antenie Polskiego Radia w dniu 27 stycznia 2025r. w sprawie śmierci 62-letniego ratownika medycznego, który został podczas interwencji zaatakowany nożem wywołała duże oburzenie w środowisku ratowników medycznych: „– Ważne jest też to, że ratownicy już w tej chwili mogą pracować krócej, bo do 60. roku życia. Tutaj ten pan miał 62 lata, więc był już w wieku emerytalnym. To był jego wybór”. Krajowa Izba Ratowników Medycznych przyjęła jej słowa z oburzeniem.